# Combate de El Avellano
El Combate de El Avellano fue una batalla de la Patria Nueva chilena ocurrida en el marco de la llamada Guerra a Muerte, entre montoneras realistas españoles y patriotas chilenos, ocurrida el 10 de diciembre de 1819 en la ciudad de Los Ángeles. Por esos años, en el territorio de la frontera comandaba el experimentado coronel Pedro Andrés del Alcázar, de 68 años, nacido en el fuerte San Diego de Alcalá en Tucapel, reconocido en la historia como uno de los militares más distinguidos del ejército chileno.
Durante 1819 Los Ángeles fue víctima de cuatro asedios por parte del realista Vicente Benavides, los cuales no trascendieron debido a la temprana retirada de sus tropas, hasta que el 8 de diciembre, y luego de atacar el fuerte de Yumbel, insistió por quinta vez contra Los Ángeles, acampando al acecho al día 9 a orillas del estero Rarinco, a unos 5 km del pueblo. Por una coincidencia, el coronel Alcázar estaba cerca de ese lugar, en el sector El Avellano - actual salida norte de la ciudad – así, y en posesión de pocas fuerzas, creyendo que los realistas venían huyendo, cerca de las 10 de la mañana del día 10, con unos cuantos milicianos les salió al encuentro. El choque que se produjo fue brutal, los defensores de la corona eran superiores en número, y Alcázar se vio obligado a retroceder y a replegarse hasta la plaza de armas, donde con cañonazos disparados desde el fuerte, sumado al auxilio del batallón de cazadores, el triunfo finalmente fue para los patriotas. Los realistas derrotados se dirigieron hacia Santa Bárbara por el camino a Humán. De ese escape y retroceso se alcanzó capturar a Pedro López, también conocido como Pedro Sánchez, el lenguaraz, líder realista-mapuche, mano derecha de Benavides, a quien Alcázar le tenía un profundo desprecio, por lo que ordenó su ejecución, siendo ahorcado públicamente en la plaza de armas. 
Al año siguiente, y en venganza, en el Combate de Tarpellanca - ocurrido en las cercanías del puente Perales, a 20 km de Los Ángeles camino a Laja - el mariscal Alcázar moriría trágicamente por orden de Vicente Benavides, atado a un árbol y sometido a tremendas torturas y lanzazos. 
El Combate de El Avellano de Los Ángeles, fue de significativo alcance en el inicio de esta última etapa emancipadora, debido a que, si el realista Vicente Benavides se hubiera apoderado de Los Ángeles, plaza estratégica, considerada desde su fundación como “la llave de la frontera”, la Corona española habría obtenido nuevamente el dominio absoluto del territorio fronterizo en la Isla de la Laja  y al sur del río Biobío, condicionando y aplazando el proceso de consolidación de la independencia chilena.
Cabe destacar que, en esta acción se distinguió por su valor el entonces subteniente de Cazadores Manuel Bulnes, quien posteriormente sería general y Presidente de la República.